# Paruszowice
Paruszowice (niem. Baumgarten)– wieś w Polsce, położona w województwie opolskim, w powiecie kluczborskim, w gminie Byczyna.
W latach 1975–1998 miejscowość administracyjnie należała do ówczesnego województwa opolskiego.
| SIMC    | Nazwa | Rodzaj     |
| ------- | ----- | ---------- |
| 0492440 | Długa | przysiółek |

## Historia
Od 1774 r. wieś posiadała pieczęć gminną, na której wizerunku przedstawiono drwala z toporem na ramieniu.

## Zabytki
Do wojewódzkiego rejestru zabytków wpisane są:
- kaplica ewangelicka, z XV w., XIX w.
  - ogrodzenie, kamienne (nie istnieje)
- park.